# Jean-Louis Servan-Schreiber
Jean-Louis Servan-Schreiber, o JLSS (Boulogne-Billancourt, 31 d'octubre de 1937 - Neuilly-sur-Seine, 28 de novembre de 2020) va ser un periodista, empresari de premsa, i assagista francès.

## Biografia
Fill d'Émile Servan-Schreiber (1888-1967), periodista, i de Denise Bresard (1900-1987), era germà de Jean-Jacques Servan-Schreiber (1924-2006), periodista i polític, de Brigitte Gros (1925-1985) política, i de Christiane Collange (1930-), periodista i assagista, i oncle de David Servan-Schreiber (1961-2011), metge.
Es va casar l'any 1957 amb Claude Sadoc l'any 1957 amb qui va tenir quatre fills: Pascaline, Florence, Éric i Camille, i vuit nets. JLSS es va casar en segones noces l'any 1987 amb Perla Danan, publicitària i escriptora.
Després dels estudis secundaris en els jesuïtes del col·legi Saint-Louis-de-Gonzague i els estudis superiors a Ciències Po París, JLSS entra el 1960 al diari econòmic Les Echos creat pel seu pare i el seu oncle l'any 1908. Ocupa la direcció de la redacció dos anys més tard. Després d'un curset aprofundit a la premsa revista americana, entra l'any 1964 a L'Express, fundat pel seu germà Jean-Jacques l'any 1953. Junts transformen aquest setmanari en el primer newsmagazine de França. La formula assoleix un èxit immediat. Totes les creacions ulteriors de “newsmagazines” francesos (L'Obs, Le Point, Marianne) han estat després de l'Expréss.
L'any 1967, desitjós de llançar la seva pròpia empresa de premsa, JLSS crea amb Jean Boissonnat L'Expansion, al voltant del qual desenvolupa en el transcurs dels 27 anys següents el primer grup de premsa econòmica francès, el Grup Expansion, que inclourà també L'Entreprise, La Lettre de l'Expansion, La Vie Financière, La Tribune i activitats d'edició i de seminaris. Al començament dels anys 90, JLSS, per una sèrie de rescats i de llançaments, estén l'activitat del seu grup a Europa. El grup es converteix en Eurexpansion i reuneix títols i participacions d'una quinzena de països. Però després de la primera guerra del Golf, la baixada brutal de publicitat obliga JLSS a cedir el control del seu grup endeutat. El ven a la CEP dirigida per Christian Brégou l'any 1994. Roman president del consell de vigilància del grup Expansion fins a l'any 1999.
De 1994 a 1997, JLSS torna a comprar i dirigeix la revista marroquina La Vie Èconòmique per convertir-lo en el primer setmanari d'informació del Marroc.
A començaments de 1997, torna a vendre La Vie Èconòmique per comprar Psychologies magazine a Bernard Loiseau. A partir de març de 1998, amb la seva esposa Perla, té de fet un èxit de premsa indiscutible: la difusió passa de 75.000 a 350.000 exemplars i Psychologies magazine es converteix, en deu anys, en el segon mensual femení alt de gamma francès (darrere de Marie-Claire) en difusió i en ingressos per publicitat. Després d'una presa de participació minoritària de Hachette (Grup Lagardère) l'any 2004, Psychologies magazine és llançat a vuit països, des d'Anglaterra a la Xina passant per Rússia, el Regne Unit i Itàlia. Es creen i desenvolupen llocs web al voltant de la marca Psychologies. El juny de 2008, Lagardère Active compra 100 % de la S.A. Groupe Psychologies de la qual JLSS es converteix en president del consell de vigilància. L'any 2010, llança, amb la seva dona Perla, la revista CLES el tema de la qual és « trobar sentit, trobar temps ». La seva difusió supera ràpidament els 50.000 exemplars.
A més de les seves activitats de premsa, JLSS ha donat classes a la Universitat Stanford, a Califòrnia, de 1971 a 1973. De 1972 a 1981, anima Questionnaire a TF1. A la mateixa època, és igualment cronista a France Inter i Europe 1 (Club de la presse). L'any 1983, torna a comprar Radio Classique.
De 1999 a 2001, JLSS anima Psycho Philo a La Chaîne Info.
Paral·lelament al seu interès per al comportament humà, JLSS és un defensor actiu dels drets de l'home. L'any 2007, llança i presideix el comitè de suport de l'organització Human Rights Watch a França, que alerta diàriament governs i mitjans de comunicació sobre els atemptats als drets humans a 70 països. És igualment membre de la junta internacional de Human Rights Watch.

Assagista, els seus disset llibres tracten tant de les evolucions de les nostres societats confrontades a la modernitat, com del comportament humà i d'una filosofia optimista de la vida. A Una vida de més, llibre amb Dominique Simonnet, declara: 
| « | La humilitat pren tota la seva importància amb l'edat. Mesurem cada dia la poca importància que tenim. Ens cal renunciar a tota vel·leïtat de triomf a l'exterior. És en nosaltres que trobem la gratificació, pel simple encadenament dels dies, amb la consciència de poder encara veure, sentir, respirar, existir... Finalment, és la vida mateixa el nostre regal permanent i extraordinàriament impulsador. | » |

Va morir el 28 de novembre de 2020, víctima del coronavirus.